# بيلي بيرن
بيلي بيرن (بالإنجليزية: Billy Byrne)‏ (22 أكتوبر 1918 في المملكة المتحدة - 2001) هو لاعب كرة قدم بريطاني (وحمل سابقاً جنسية المملكة المتحدة لبريطانيا العظمى وأيرلندا) في مركز الهجوم. لعب مع بورت فايل ونادي كرو ألكساندرا وستافورد رينجرز.